# Тищенко Любов Миколаївна
Любов Миколаївна Тищенко (нар. 31 липня 1983, Полтава, Українська РСР) — українська акторка кіно та театру.

## Життєпис
Любов Тищенко народилася 31 липня 1983 року в Полтаві. Навчалася у музичній школі, багато років займалася танцями.
Навчалася у Київському театральному університеті ім. Карпенко-Карого (майстерня Михайла Резніковича).
З 29 квітня 2005 року, після закінчення КНУТКіТ, Любов Тищенко акторка Національного академічного драматичного театру імені Лесі Українки. 
У кіно дебютувала в 2010 році у стрічці «Маршрут милосердя».

## Театральні роботи
- «Вишневий сад» — Аня
- «Потрібен брехун» — Дженні
- «Занадто щасливий батько» — Вікі Сміт
- «Жирна свиня» — Дженні
- «Доктор філософії» — Сойка
- «Школа скандалу» — Марія
- «Уявний хворий» — Циганка
- «Пізанська вежа» — Дівчина
- «Шкереберть» — Ліза
- «Дивна місіс Севідж» — Міс Віллі
- «Джульєтта і Ромео» — подруга Джульєти
- «Суміш небес і балагана» — учасник вистави
- «Всюди один... Свічка на вітрі» —  учасниця епізоду «Беранже»
- «№ 13» (Шалена ніч, або Одруження Пігдена) — Джейн Ворзінґтон, секретарка

## Фільмографія
| Акторська діяльність | Акторська діяльність       | Акторська діяльність              | Акторська діяльність |
| Рік                  | Фільм                      | Роль                              | Примітки             |
| -------------------- | -------------------------- | --------------------------------- | -------------------- |
| 2010                 | «Маршрут милосердя»        | епізод                            | телесеріал           |
| 2012                 | «Час кохати»               | секретар                          | телесеріал           |
| 2014                 | «Сни»                      | Настя                             | телесеріал           |
| 2015                 | «Небезпечне місто»         | Жанна                             |                      |
| 2015                 | «Слідчі»                   | Анна Гоян                         |                      |
| 2016                 | «Майор і магія»            | епізод                            | телесеріал           |
| 2016                 | «Підкидьки»                | Олена                             | телесеріал           |
| 2017                 | «Гарний хлопець»           | епізод                            | телесеріал           |
| 2017                 | «Червоний»                 | Таміла, лікарка                   |                      |
| 2018                 | «Виходьте без дзвінка»     | Марина Євтушенко, капітан поліції | телесеріал           |
| 2019                 | «Виходьте без дзвінка — 2» | Марина Євтушенко, капітан поліції | телесеріал           |
| 2020                 | «Коп з минулого — 2»       | Христина Коваль                   | телесеріал           |
| 2020                 | «Останній день війни»      | Ірма                              | мінісеріал           |
| 2020                 | «Кришталева мрія»          | Альона                            | мінісеріал           |